# اعتلال وعائي ساقطي متضخم

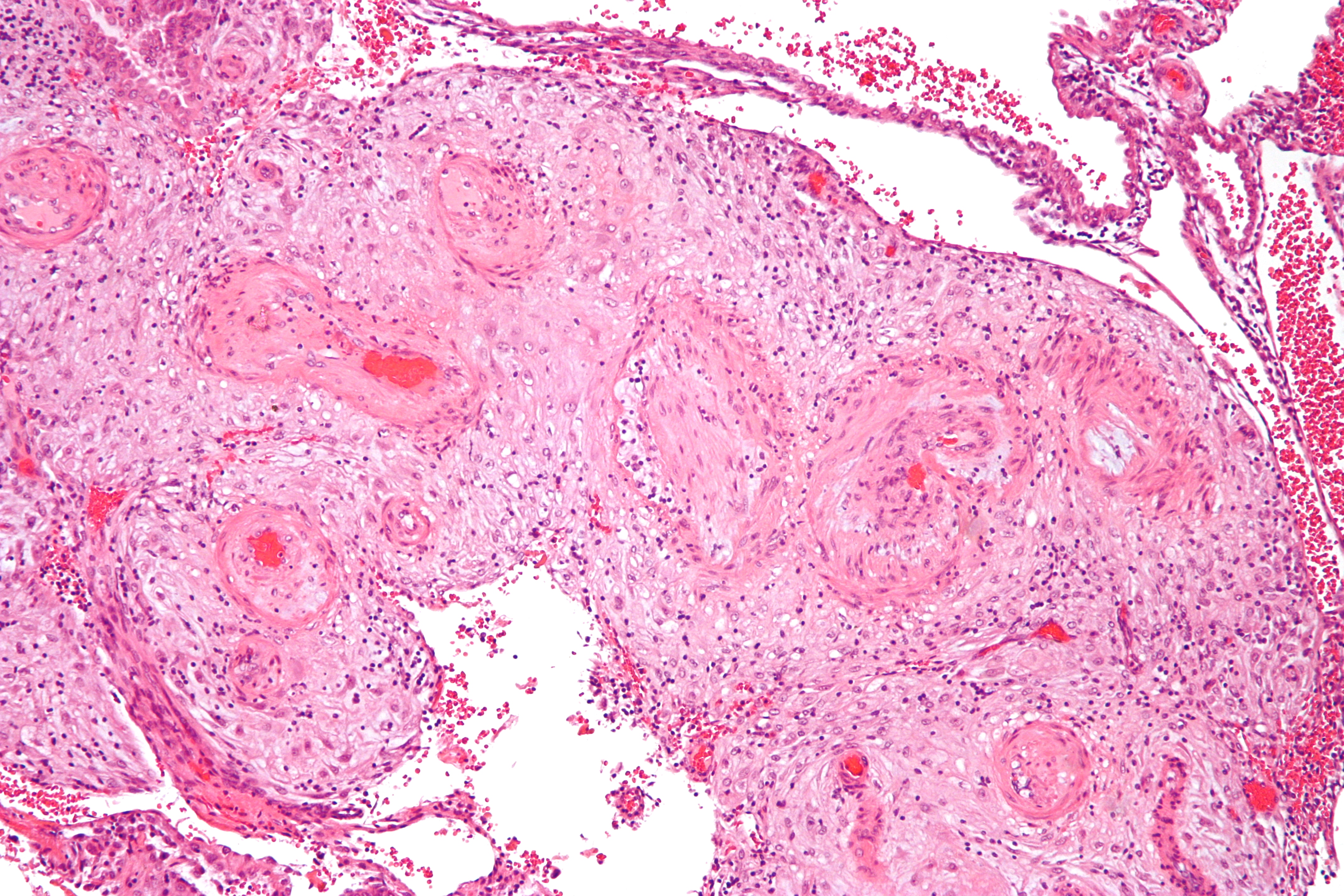
صورة مجهرية توضح الاعتلال الوعائي الساقطي المتضخم، والارتباط النسيجي لفرط ضغط الدم عند الحوامل. صبغة الهيماتوكسيلين والأيوزين.

الاعتلال الوعائي الساقطي المتضخم (بالإنجليزية: Hypertrophic decidual vasculopathy)‏ وَيُشار إليه اختصارًا باسم HDV، هو الارتباط النسيجي لفرط ضغط الدم عند الحوامل، كما يُشاهد في تقييد النمو داخل الرحم(IUGR) و
متلازمة هيلب (HELLP syndrome).
ويصف اسم الحالة ظهورها تحت المجهر؛ العضلة الملساء لـلأوعية الدموية الساقطة (أو الأمومية) هي متضخمة، أي الجزء العضلي من الأوعية الدموية التي تغذي المشيمة تكون أكبر حجمًا بسبب التضخم الخلوي.

## الخصائص المورفولوجية
تتضمن الخصائص المورفولوجية للاعتلال الوعائي الساقطي المتضخم الخفيف والمتوسط:
- التهابات الخلايا حول الأوعية.
- تخثر الأوعية الدموية.
- تضخم العضلات على نحو سلس.
- فرط التنسج البطاني.

يتميز الاعتلال الوعائي الساقطي المتضخم الحاد بما يلي:
- التصلب العصيدي - بلاعم زبدية داخل جدار الأوعية الدموية.
- التنخر الفيبريني لجدار الأوعية الدموية (جدار الوعاء الدموي يوزيني غير متبلور).